# The BERICH
TheBERICH（ビリッチ）とは富山県魚津市在住の兄弟クリエイターユニットである。

## 結成
結成は三男ブーチョが産声を上げたときからである。
クリエイターとしてスタートしたのは2001年頃とされている。

## 作風と評価
まるで海外アニメを見ているような色彩・造形センスと日本独自の泥臭いユーモアが、高い次元で融合する独自の作風。
これまでのアニメフェアのイメージを打破する映像を持っているとして東京国際アニメフェア公式CMの制作を担当している。

## 仕事の分野
- アニメーション制作
- キャラクターデザイン
- CM制作
- イラストレーション制作
- WEBコンテンツ
- 音楽制作

## 受賞歴
- 第24回デジタルコンテンツグランプリ錦賞2009年（富山観光アニメプロジェクトとしての受賞）
- 52nd ACC CM FESTIVAL 中国・四国地域テレビ ファイナリスト 2012年

## 主な作品履歴
- 友人のカフェの宣伝アニメ「THE BROTHER」制作(2005年)[2]
- 富山の建築会社の宣伝アニメ「THE BROTHER 360」制作 (2005年)
- ライブドアネトアニにて「THE BROTHER naked」制作 (2007年)
- スペスシャワー「グレートハント」制作（同年11月DVDリリース[3]）(2008年)
- 金沢のパン屋「北陸ブルース」宣伝アニメ (2008年)
- 富山観光アニメプロジェクト 参加 (2009年)
- クチコミ戦隊つぶやくんジャー OP (2010年)
- 金沢のタクシー会社 「プロタクシー」 宣伝アニメ (2010年)
- 怒髪天「Merry X'mas Mr.Lonelyman」PV (2010年)）
- グランディール天国 CM (2010年)
- 怒髪天＆THE JOE-NETS 宣伝アニメ (2011年)
- 富山の観光アプリDEEP JAPAN リリース (2012年)
- 東京国際アニメフェア CM (2013年)
- NHK Eテレ アニメ「ドンマイしげるさん」監督・制作 (2013年)